# GAZ-93
Der GAZ-93 (russisch ГАЗ-93) ist ein Lastkraftwagen des sowjetischen Fahrzeugherstellers Gorkowski Awtomobilny Sawod. Er wurde 1948 bis 1976 in verschiedenen Varianten in Serie hergestellt und ist die Kipperversion des GAZ-51. Insgesamt wurden von allen Modellvarianten des GAZ-93 über 312.000 Fahrzeuge gebaut.

## Geschichtliches

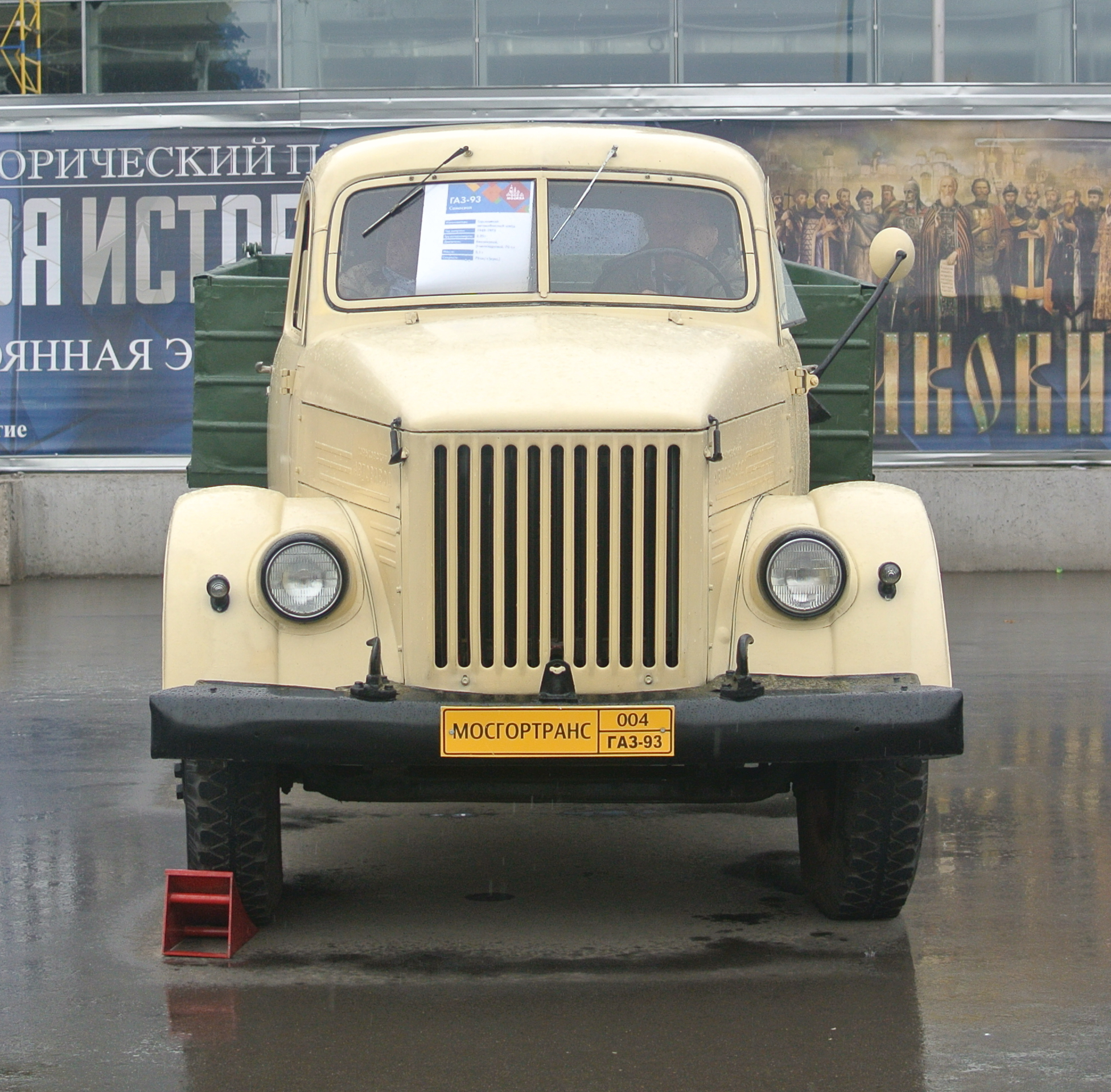
Frontansicht eines GAZ-93 (2015)

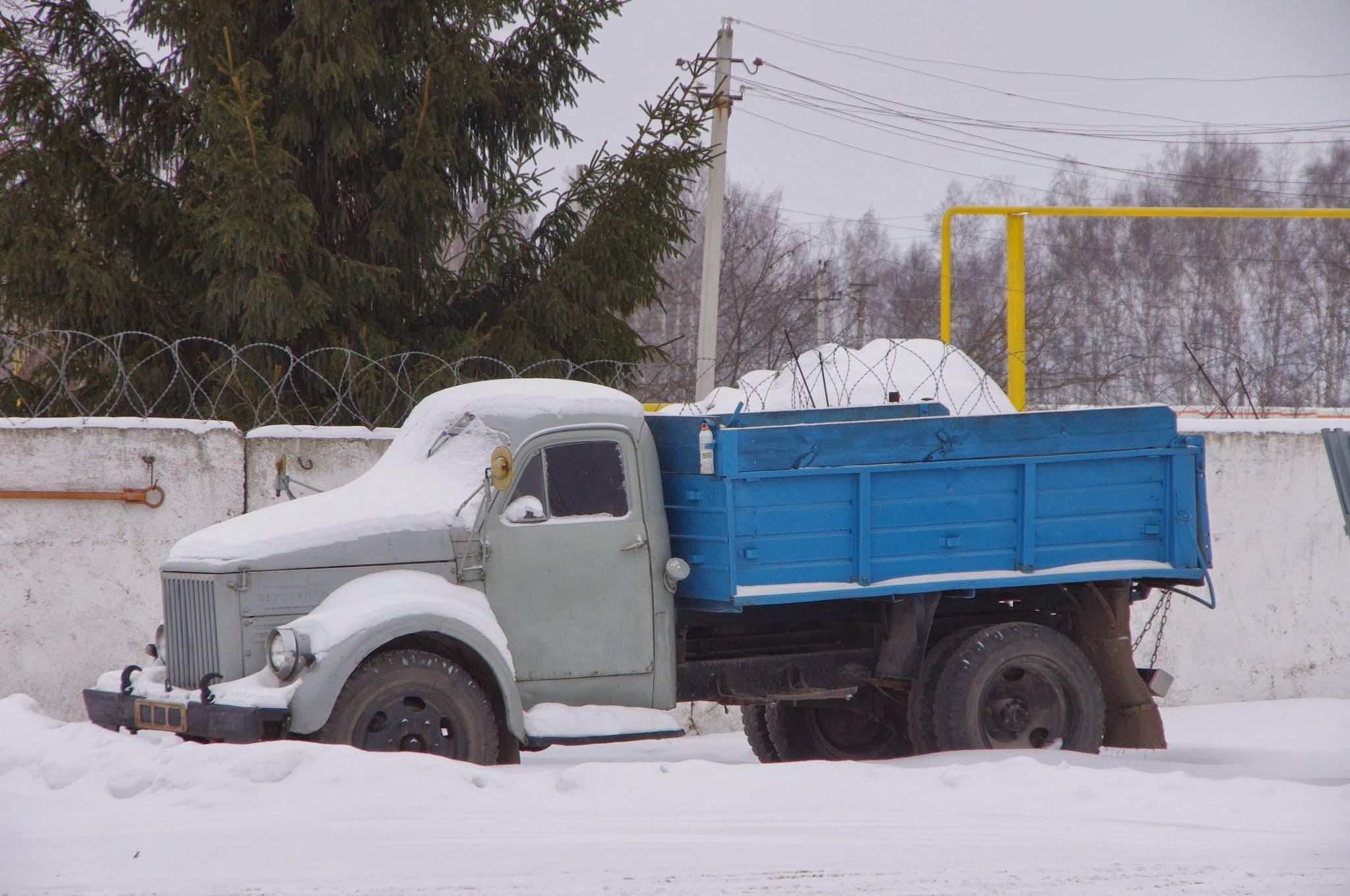
Verschneiter GAZ-93 in der Oblast Nischni Nowgorod (2014)

Verzögert durch den Zweiten Weltkrieg begann man in der Sowjetunion erst 1948 einen Nachfolger für den inzwischen stark veralteten Kipper GAZ-410 zu fertigen. Er basierte auf dem neuen Lastwagen GAZ-51, dessen Rahmen man um 320 Millimeter gekürzt hatte. Die Fertigung sollte ursprünglich im Uralski Awtomobilny Sawod stattfinden, stattdessen verlegte man sie jedoch in ein Montagewerk nach Odessa. Dort rollte der erste Kipper im Dezember 1948 vom Fließband. In Odessa wurde nicht nur der Aufbau und die hydraulische Kippmechanik gefertigt, man verlagerte auch die Produktion anderer Teile in das Werk, zum Beispiel der Ölpumpen.
Bereits 1950 waren Erweiterungspläne für das Werk ausgearbeitet worden, die den Ausstoß auf 60 Lastwagen pro Tag anheben sollten. Mitte 1952 wurde die Produktionskapazität mit 20.000 Kippern pro Jahr angegeben.
1954 wurde die Kippmulde vergrößert und das Ergebnis als GAZ-93D bezeichnet. Diese Ausführung wurde bis 1956 gebaut. Ab diesem Zeitpunkt baute man die Lastwagen auf dem überarbeiteten Fahrgestell des GAZ-51A auf, die neue Bezeichnung lautete GAZ-93B. Drei Jahre später, 1959, endete die Fertigung in Odessa. Die Kipper wurden von nun an in Saransk montiert, zuerst im Saranski Mechanitscheski Sawod, später im Saranski Sawod Awtosamoswalow (SAZ) (russisch Саранский завод автосамосвалов (САЗ)). Erst 1976 endete hier die Fertigung zu Gunsten neuer Modelle auf Basis des GAZ-53 und GAZ-52. Insgesamt wurden in 28 Jahren Produktionszeit 312.210 GAZ-93 gebaut.

## Modifikationen
Die Liste ist nicht abschließend.
- GAZ-93 – Die Urversion, von 1948 bis 1955 hergestellt.
- GAZ-93D – Version mit neu konzipierter Kippmulde, nun 3,16 m³ Ladevolumen statt vorher 1,65 m³. 1954 bis 1956 hergestellt.
- GAZ-93B – Überarbeitete Version auf Basis des GAZ-51A. Gebaut von 1956 bis 1976. Nach anderen Quellen wurde die Produktion auch schon 1975 eingestellt.
- GAZ-93W – Prototyp von 1961 mit halbrunder Kippmulde. Nur ein einziges Exemplar wurde hergestellt.
- GAZ-93A – Ab Ende 1960 gefertigte Version mit verkleinerter Kippmulde. Sie war für schwere Schüttgüter wie Baustoffe (Sand, Kies, Steine) bestimmt. In der Praxis hatten sich Probleme ergeben, dass die älteren Modelle bei solchen Einsätzen oft überladen wurden.
- GAZ-93AE – Exportvariante für Länder mit gemäßigtem Klima
- GAZ-93AT – Exportvariante für Länder mit sehr feuchtem oder tropischem Klima

## Technische Daten
Gültig für das Urmodell GAZ-93.
- Motor: Sechszylinder Viertakt-Ottomotor
- Motortyp: „GAZ-51“
- Leistung: 70 PS (51 kW)
- Hubraum: 3,48 l
  - Hub: 110,0 mm
  - Bohrung: 82,0 mm
- Treibstoff: Benzin mit mindestens 66 Oktan
- Tankinhalt: 90 l
- Verdichtung: 6,2:1
- Normverbrauch: 28,0 l/100 km
- Verbrauch bei 40 km/h: 20,0 l/100 km
- Getriebe: mechanisch, 4 Vorwärtsgänge
- Höchstgeschwindigkeit: 70 km/h (auf befestigter Straße)
- Bremsen: 4 mechanische Trommelbremsen
- Bremsweg aus 30 km/h: 8 m
- Antriebsformel: 4×2

Abmessungen und Gewichte
- Länge: 5240 mm
- Breite: 2090 mm
- Höhe: 2130 mm
- Radstand: 3300 mm
- Ladevolumen: 1,65 m³
- Spurweite vorne: 1585 mm
- Spurweite hinten: 1650 mm
- Abmessungen der Ladefläche (L×B×H): 2300×1800×400 mm
- Bodenfreiheit: 245 mm
- Zulässiges Gesamtgewicht: 5425 kg, auf unbefestigten Straßen 5175 kg
- Zuladung: 2500 kg (auf unbefestigten Straßen 2000 kg)
- Leergewicht: 3025 kg
- Maximale Achslast vorne: 1595 kg
- Maximale Achslast hinten: 3830 kg
- Reifengröße: 7,50-20